# Segunda Categoría de Imbabura 2015
El Campeonato Provincial de Segunda Categoría de Imbabura 2015 fue un torneo de fútbol en Ecuador en el cual compitieron equipos de la Provincia de Imbabura. El torneo fue organizado por la Asociación de Fútbol Profesional de Imbabura (AFI) y avalado por la Federación Ecuatoriana de Fútbol. El torneo empezó el 20 de mayo de 2015 y finalizó el 17 de julio de 2015. Participaron 3 clubes de fútbol y entregó 2 cupos al Zonal de Ascenso de la Segunda Categoría 2015 por el ascenso a la Serie B.

## Sistema de campeonato
El sistema determinado por la Asociación de Fútbol Profesional de Imbabura fue el siguiente:
- Se jugó una etapa única con los 3 equipos establecidos, fue todos contra todos ida y vuelta (12 fechas), el calendario se repitió 2 veces, al final los equipos que terminaron en primer y segundo lugar clasificaron a los zonales  de Segunda Categoría 2015.
- También se jugó un partido play-off ida y vuelta entre los dos equipos clasificados a los zonales para determinar el campeón y vicecampeón provincial.

## Equipos participantes
| Equipos participantes     | Equipos participantes | Equipos participantes                            |
| ------------------------- | --------------------- | ------------------------------------------------ |
|                           |                       |                                                  |
| Equipo                    | Ciudad                | Estadio                                          |
| Club Deportivo Otavalo    | Otavalo               | Estadio de la Liga Deportiva Cantonal de Otavalo |
| Club Deportivo 2 de Marzo | Atuntaqui             | Estadio Olímpico Jaime Terán                     |
| San Antonio Fútbol Club   | Cotacachi             | Estadio Olímpico de Cotacachi Francisco Espinoza |

## Equipos por cantón
| Cantón       | N.º | Equipos           |
| ------------ | --- | ----------------- |
| Otavalo      | 1   | Deportivo Otavalo |
| Antonio Ante | 1   | 2 de Marzo        |
| Quito        | 1   | San Antonio F.C.  |

## Clasificación
|  |    | Equipo            | PJ | PG | PE | PP | GF | GC | DG  | PTS |
|  | -- | ----------------- | -- | -- | -- | -- | -- | -- | --- | --- |
|  | 1. | Deportivo Otavalo | 8  | 7  | 1  | 0  | 31 | 4  | +27 | 22  |
|  | 2. | San Antonio F.C.  | 8  | 4  | 1  | 3  | 21 | 14 | +7  | 13  |
|  | 3. | 2 de Marzo        | 8  | 0  | 0  | 8  | 7  | 41 | -34 | 0   |

|  | Clasificados a los zonales de Segunda Categoría 2015. |

## Evolución de la clasificación
| Equipo / Jornada  | 01 | 02 | 03 | 04 | 05 | 06 | 07 | 08 | 09 | 10 | 11 | 12 |
| ----------------- | -- | -- | -- | -- | -- | -- | -- | -- | -- | -- | -- | -- |
| Deportivo Otavalo | 1  | 2  | 1  | 1  | 1  | 1  | 1  | 1  | 1  | 1  | 1  | 1  |
| San Antonio F.C.  | 2  | 1  | 2  | 2  | 2  | 2  | 2  | 2  | 2  | 2  | 2  | 2  |
| 2 de Marzo        | 3  | 3  | 3  | 3  | 3  | 3  | 3  | 3  | 3  | 3  | 3  | 3  |

## Resultados
|  | 2 de Marzo | 1 - 3 | Deportivo Otavalo |  | Jaime Terán | 20 de mayo | 16:00 |
|  | Libre:     | -     | San Antonio F.C.  |  | -----       | -----      | ----- |

|  | San Antonio F.C. | 6 - 2 | 2 de Marzo        |  | Francisco Espinoza | 24 de mayo | 12:00 |
|  | Libre:           | -     | Deportivo Otavalo |  | -----              | -----      | ----- |

|  | Deportivo Otavalo | 1 - 0 | San Antonio F.C. |  | L.D.C. de Otavalo | 27 de mayo | 16:00 |
|  | Libre:            | -     | 2 de Marzo       |  | -----             | -----      | ----- |

|  | Deportivo Otavalo | 5 - 0 | 2 de Marzo       |  | L.D.C. de Otavalo | 31 de mayo | 12:00 |
|  | Libre:            | -     | San Antonio F.C. |  | -----             | -----      | ----- |

|  | 2 de Marzo | 2 - 4 | San Antonio F.C.  |  | Jaime Terán | 3 de junio | 16:00 |
|  | Libre:     | -     | Deportivo Otavalo |  | -----       | -----      | ----- |

|  | San Antonio F.C. | 1 - 3 | Deportivo Otavalo |  | Francisco Espinoza | 7 de junio | 14:00 |
|  | Libre:           | -     | 2 de Marzo        |  | -----              | -----      | ----- |

|  | Deportivo Otavalo | 3 - 0 | 2 de Marzo       |  | L.D.C. de Otavalo | 13 de junio | 16:00 |
|  | Libre:            | -     | San Antonio F.C. |  | -----             | -----       | ----- |

|  | 2 de Marzo | 2 - 3 | San Antonio F.C.  |  | Jaime Terán | 17 de junio | 16:00 |
|  | Libre:     | -     | Deportivo Otavalo |  | -----       | -----       | ----- |

|  | San Antonio F.C. | 2 - 2 | Deportivo Otavalo |  | Francisco Espinoza | 20 de junio | 16:00 |
|  | Libre:           | -     | 2 de Marzo        |  | -----              | -----       | ----- |

|  | 2 de Marzo | 0 - 12 | Deportivo Otavalo |  | Jaime Terán | 24 de junio | 16:00 |
|  | Libre:     | -      | San Antonio F.C.  |  | -----       | -----       | ----- |

|  | San Antonio F.C. | 5 - 0 | 2 de Marzo        |  | Francisco Espinoza | 28 de junio | 12:00 |
|  | Libre:           | -     | Deportivo Otavalo |  | -----              | -----       | ----- |

|  | Deportivo Otavalo | 2 - 0 | San Antonio F.C. |  | L.D.C. de Otavalo | 5 de julio | 11:30 |
|  | Libre:            | -     | 2 de Marzo       |  | -----             | -----      | ----- |

## Final

### Ida
| 12 de julio de 2015, 11:30 | San Antonio F.C. | 3:2 (1:1) | Deportivo Otavalo | Estadio Francisco Espinoza, Cotacachi |  |
|                            |                  |           |                   | Árbitro(s):                           |  |

### Vuelta
| 17 de julio de 2015, 15:30 | Deportivo Otavalo | 0:0 | San Antonio F.C. | Estadio Liga Deportiva Cantonal, Otavalo |  |
|                            |                   |     |                  | Árbitro(s):                              |  |

| |
| |
| San Antonio Fútbol Club Campeón 1.er Título Clasifica a los zonales de la Segunda Categoría 2015 - También clasifica Club Deportivo Otavalo como Vicecampeón. |